# Joanna Gierowska-Kałłaur
Joanna Gierowska-Kałłaur (ur. 13 listopada 1956 w Inowrocławiu) – polska historyczka, pracownik Instytutu Historii Polskiej Akademii Nauk i Studium Europy Wschodniej Uniwersytetu Warszawskiego.

## Życiorys
W 1979 ukończyła studia historyczne na Wydziale Historycznym Uniwersytetu Warszawskiego. Od 1 stycznia 1980 do 31 lipca 1980 pracowała w Archiwum UW, od 1 sierpnia 1980 pracuje w Instytucie Historii Polskiej Akademii Nauk (w latach 1985-1991 przebywała na urlopie wychowawczym i urlopie bezpłatnym), od 1 maja 2004 równocześnie w Studium Europy Wschodniej Uniwersytetu Warszawskiego. W 2002 obroniła w IH PAN pracę doktorską Zarząd Cywilny Ziem Wschodnich (19 lutego 1919 r. - 9 września 1920 r.) napisaną pod kierunkiem Andrzeja Ajnenkiela. W 2012 uzyskała w IH PAN stopień doktora habilitowanego nauk humanistycznych, od 1 grudnia jest tam zatrudniona na stanowisku profesora. 3 lutego 2025 otrzymała tytuł profesora nauk humanistycznych.
Jest laureatką Nagrody „Przeglądu Wschodniego” za rok 2019 w kategorii "edycja źródeł" za Wspomnienia o wydarzeniach w Wilnie i w kraju Aleksandra Szklennika.
Opublikowała m.in.:
- Straż Kresowa a Zarząd Cywilny Ziem Wschodnich. Współdziałanie czy rywalizacja? (1999)
- Zarząd Cywilny Ziem Wschodnich (19 lutego 1919–9 września 1920) (2003)
- Raporty Straży Kresowej 1919–1920. Ziem Północno-Wschodnich opisanie (2011) - wstęp, wybór i opracowanie
- Aleksander Szklennik „Wspomnienia o wydarzeniach w Wilnie i w kraju”. Dziennik (część I - 2018, część II - 2019) - wstęp i opracowanie
- The Civil Administration of Eastern Territories (1919–1920). The Reasons for the Failure of Piłsudski’s Federation Idea (2022)
- Józef Piłsudski wobec kwestii białoruskiej (1918–1920) (2023)